# Tchétchènes en Jordanie
Les Tchétchènes de Jordanie sont des Tchétchènes qui habitent la Jordanie notamment depuis l'expulsion des Caucasiens au XIXe siècle. Les Tchétchènes ont joué un rôle important dans la fondation de la Jordanie en tant qu’État moderne. Entre 12 000 et 35 000 tchétchènes vivait en Jordanie en 2007.

## Histoire

### Expulsion
Dans la seconde moitié du XIXe siècle, l'Empire russe combattait les peuples du Caucase dans une guerre expansionniste, connue sous le nom de guerre du Caucase. L’une des conséquences de la guerre fut l’expulsion forcée de nombreux peuples autochtones du Caucase vers l'Empire ottoman. On estime que 5 000 familles tchétchènes ont été expulsées vers l’Empire ottoman. En mars 1903, les autorités ottomanes envoyèrent les 700 premières familles tchétchènes dans la région de Transjordanie. Les colons tchétchènes ont choisi de s'installer dans des zones non peuplées, plus propices à l'agriculture et proches des sources d'eau. Ces colons fondèrent Zarqa, la deuxième plus grande ville de Jordanie.

### Fondation de l'Émirat de Transjordanie
En octobre 1920, après avoir établi l'émirat de Transjordanie, le Royaume-Uni mobilisa une « force mobile » sous le commandement du capitaine Frederick Gerard Peake pour défendre le territoire contre les menaces internes et externes. La Force mobile était basée à Zarqa. 80 % de ses hommes étaient issus de la communauté tchétchène locale. 

## Représentation militaire et politique
Les Tchétchènes sont fortement représentés dans les forces armées et les services de renseignement jordaniens depuis la fondation de l'Émirat de Transjordanie. 
Les Tchétchènes et les Circassiens disposent de trois sièges à la Chambre des représentants jordanienne, actuellement[Quand ?] deux de ces sièges sont occupés par des Tchétchènes[réf. nécessaire].

## Organisations
- La plus grande organisation tchétchène en Jordanie est la Société de charité tchétchène, fondée en 1958. Le siège social de la société est situé dans la ville de Zarqa. La société possède des branches dans les endroits où vivent un nombre important de Tchétchènes[9].
- Le club sportif Caucase a été fondé en 1932 par des Tchétchènes de Zarqa[10], et a contribué de manière significative au développement du football, du tennis de table, du handball et de la natation en Jordanie[11].
- En 1981, la Société caritative des femmes tchétchènes a été créée, l'organisation est active au sein de la communauté tchétchène et organise régulièrement des événements culturels et caritatifs[11].

## Tchétchènes célèbres de Jordanie
- Arslan Alaudin : général de division de l'armée royale jordanienne et a reçu deux fois le titre de Héros de Jordanie.
- Muhammed Bashir ash-Shishani : général de division de l'armée jordanienne, ancien ministre de l'Agriculture, maire d'Amman et directeur du renseignement militaire.
- Abdul Baqi Jammoh : personne influente au sein de la communauté tchétchène en Jordanie, ministre des Affaires juridiques et parlementaires et des Affaires religieuses de Jordanie.
- Ahmad Ramzi : général des forces armées jordaniennes, ministre de l'Intérieur de Jordanie. Il était également un ami du premier roi de Jordanie.
- Mohammad Omar Shishani : joueur de football, attaquant d'Al-Faisaly.